# Rodney Saulsberry
Rodney Saulsberry est un acteur américain né le 11 juillet 1956 à Détroit, Michigan (États-Unis).

## Filmographie
- 1980 : Rumeurs de guerre (en) (A Rumor of War) (TV) : Sgt. Wehr
- 1981 : Violet : Flick
- 1981 : The Star Maker (TV)
- 1981 : Meurtre d'une créature de rêve (Death of a Centerfold: The Dorothy Stratten Story) (TV) : Reggie
- 1982 : Capitol ("Capitol") (série TV) : Jeff Johnson (unknown episodes, 1982-1983)
- 1984 : Philadelphia Experiment (The Philadelphia Experiment) : Doctor
- 1989 : Tarzan in Manhattan (TV)
- 1993 : Allô maman, c'est Noël (Look Who's Talking Now) : Dogs and Wolves (voix)
- 1994 : Skeleton Warriors (série TV) : Additional Voices (unknown episodes)
- 1996 : Spider-Man, l'homme-araignée (saison 3 : Spider-Man: Sins of the Fathers) (vidéo) : Joseph 'Robbie' Robertson (voix)
- 1999 : Xyber 9: New Dawn (série TV)
- 2000 : American Tragedy (TV) : O.J. Simpson (voix)
- 2003 : The Electric Piper (TV) : Mr. Jones (voix)
- 2003 : Animatrix (The Animatrix) (vidéo) : Chyron (segment "Matriculated") (voix)
- 2003 : Matriculated : Chyron (voix)
- 2004 : The Old Negro Space Program : Narrator (voix)
- 2007 : The Invincible Iron Man (vidéo) : Rhodey (voix)
- 2009 : Monk (Saison 8, épisode 12) (série TV) : First Panel Member / A. Horrocks